# Peter Döring (Ringer)
Peter Döring (* 14. August 1943 in Tessin) ist ein ehemaliger deutscher Ringer.

## Werdegang
Peter Döring begann als Jugendlicher mit dem Ringen. Auf Grund seines Talentes wurde er schon bald zur SG Dynamo Luckenwalde delegiert. 1964 machte er nachhaltig auf sich aufmerksam, als er in Luckenwalde DDR-Juniorenmeister im freien Stil im Halbschwergewicht wurde. Bei den Senioren stand er 1966 mit einem 3. Platz im Halbschwergewicht erstmals auf dem Siegertreppchen bei DDR-Meisterschaften.
Zwischen 1968 und 1970 vertrat er die DDR auf vier internationalen Meisterschaften. Er erreichte dabei immer gute Ergebnisse mit den Plätzen vier bis sechs. Es begann 1968 bei der Europameisterschaft in Skopje, wo er im Mittelgewicht einen hervorragenden 4. Platz belegte. Er gewann und verlor dabei jeweils zwei Kämpfe. Im selben Jahr war er auch bei den Olympischen Spielen in Mexiko am Start und erreichte den 6. Platz im Mittelgewicht. Bei der Europameisterschaft 1969 in Sofia kam Peter Döring auf einen guten 5. Platz und bei der Europameisterschaft 1970 in Berlin erreichte er wieder den 4. Platz, wobei er mit einem Sieg und drei unentschieden verlaufenen Kämpfen zwar unbesiegt blieb, aufgrund seiner Fehlerpunkte aber nach der 4. Runde ausscheiden musste.
Nach 1970 wurde Peter Döring vom DDR-Verband für internationale Meisterschaften nicht mehr berücksichtigt.

## Internationale Erfolge
(OS = Olympische Spiele, EM = Europameisterschaft, F = freier Stil, GR = griechisch-römischer Stil, Mi = Mittelgewicht, Hs = Halbschwergewicht)
- 1964, 2. Platz, Intern. Turnier in Gelenau/Erzgeb., GR, Hs, hinter Wismer, DDR u. vor Markowski, DDR
- 1967, 4. Platz, Turnier in Tiflis, F, Mi, hinter Tschokwrebow u. Surikow, bde. Sowjetunion u. Maadschit Jagili, Iran;
- 1968, 4. Platz, EM in Skopje, F, Mi, mit Siegen über Etienne Martinetti, Schweiz u. Heinz Sperling, BRD u. Niederlagen gegen Prodan Gardschew, Bulgarien u. Francisc Balla, Rumänien;
- 1968, 6. Platz, OS in Mexiko, F, Mi, mit einem Sieg über Ortiz Hernandez, Guatemala und Niederlagen gegen Dschigdschidyn Mönchbat, Mongolei u. Hüseyin Gürsoy, Türkei;
- 1969, 5. Platz, EM in Sofia, F, Hs, mit Siegen über Kazimir Valach, Tschechoslowakei u. Hassan Akyol, Türkei, einem Unentschieden gegen Delchew, Bulgarien u. einer Niederlage gegen Gennadi Strachow, UdSSR;
- 1970, 4. Platz, EM in Berlin, F, Hs, mit einem Sieg über Ion Marton, Rumänien, und mit Unentschieden gegen Ramadan Achmedow, Bulgarien, Güseyin Gürsoy u. Károly Bajkó, Ungarn;
- 1972, 1. Platz, Turnier in Växjö, F, Hs, vor Roland Andersson und Börge Nilsson, bde. Schweden;
- 1972, 4. Platz, "Werner-Seelenbinder"-Turnier in Zella-Mehlis, F, Hs, hinter Anatoli Prokoptschuk, UdSSR, Klaus Gierke u. Günter Spindler, bde. DDR

## DDR-Meisterschaften
- 1966, 3. Platz, F, Mi, hinter Günther Bauch, SC Chemie Halle u. Erhard Kaufmann, SC Leipzig,
- 1968, 1. Platz, F, Mi, vor Jürgen Wiechmann, SC Leipzig u. Siegfried Handrock, ASK Vorwärts Rostock,
- 1969, 2. Platz, F, Hs, hinter Günther Bauch u. vor Siegfried Handrock,
- 1970, 1. Platz, F, Hs, vor Günter Bauch u. Reinhard Vielitz, SG Dynamo Luckenwalde